# Fritz Spieser
Friedrich (Fritz) Spieser (1er octobre 1902 à Waldhambach, Bas-Rhin, France - 23 février 1987 à Untergruppenbach, Bade-Wurtemberg, Allemagne) est un militant autonomiste et éditeur alsacien.

## Biographie
Élevé dans un milieu protestant luthérien (son père, Hans Spieser, originaire de la vallée de Munster, était pasteur) et germanophile, il est, alors jeune lycéen, confronté dès 1918 à l'enseignement français. Il est envoyé en 1920 dans une institution privée souabe. À la mort de son père, en 1922, il retourne en Alsace désormais française puis s'installe en Franche-Comté pour y apprendre la langue française. Réformé du service militaire pour maladie, il retourne en Allemagne où il obtient son Abitur en 1926. Il sera fortement influencé par le romantisme et l'enracinement des oiseaux migrateurs (Wandervögel). De retour la même année en Alsace, il fonde le Bund Erwin von Steinbach (cercle Erwin von Steinbach), une association de jeunesse culturelle calquée sur le mouvement Wandervogel. Il quitte l'Alsace pour poursuivre ses études de lettres à Grenoble où il obtient une licence. Il retourne alors en Allemagne. Il s'inscrit à l'université de Göttingen et obtient finalement son doctorat à Marbourg (Allemagne) sur le thème l'évolution du chant populaire dans le cadre d'un village lorrain (Das Leben des Volksliedes im Rahmen eines lothringers Dorfes: Hambach).
Il se marie en août 1931 à la comtesse prussienne Agnes zu Dohna-Schlobitten. Grâce à sa fortune personnelle récemment acquise mais aussi grâce à la fondation Toepfer, il fait l'acquisition au début des années 1930 du château ruiné de la Hunebourg (Hünenburg) qu'il fait rebâtir selon ses plans afin d'en faire une auberge de jeunesse ainsi qu'un centre de la culture germanique en Alsace.
Il lance en 1937 les Strassburger Monatshefte (cahiers mensuels strasbourgeois), revues littéraires et artistiques qui sont interdites en 1939, année où une vague de répression politique s'abat sur les leaders autonomistes alsaciens dont Friedrich Spieser lui-même. Le cercle Erwin von Steinbach est également dissous par arrêté. Spieser quitte alors précipitamment l'Alsace et se réfugie chez sa belle-famille, en province de Prusse-Orientale. Il est condamné à mort par contumace.
En 1940, l'Alsace est annexée de facto par l'Allemagne. Spieser retrouve la Hunebourg pillée. L'administration civile allemande lui demande de relancer sa maison d'édition, la Hünenburg Verlag, dans un but de propagande. Bien que non-membre du parti nazi, il est nommé SS-Sturmbannführer le 7 septembre 1940 par Heinrich Himmler. Spieser est partisan d'un démantèlement de la France sur une base ethnique. Il est pour le rattachement de la Lorraine, de la Bourgogne et de la Savoie au Reich et plaide pour une Alsace intégrée dans le Reich, mais conservant sa « spécificité alémanique ». Cette position régionaliste völkisch s'opposait à la politique de nazification totale du Gauleiter Wagner, qui préconisait des expulsions massives de civils alsaciens vers les terres de l'est.
En tant que collaborateur actif de l’Allemagne nazie, il est condamné à mort par contumace le 4 septembre 1945, ainsi qu'à la confiscation de tous ses biens. La Hunebourg est mise sous séquestre et administrée à la Libération par l'administration des Domaines et de l'Enregistrement avant de servir de centre de vacances de l'administration des Finances. En 1952, Spieser rachète le château de Stettenfels près de Heilbronn où il a vécu pendant 37 ans et y rédige ses mémoires.

## Écrits
- Der Bund Erwind Von Steinbach, Elsässische Jugendwanderer, Strasbourg, auto-édition, 1927.
- Der Wanderfalke, revue bimestrielle de l'Erwinsbund, Strasbourg, 1931-1936.
- Frau Nachtigall: Volkslieder vom 12. Jahrhundert bis zur Gegenwart, J. Lami Verlag, Strasbourg, 1927 (recueil de chants)
- Das Leben des Volksliedes im Rahmen eines Lothringerdorfes (Hambach), Konkordia Bühl-Baden, 1934 (thèse de doctorat à l’université de Marbourg)
- Unser Hausbuch, Berlin, 1935.
- Strassburger Monatshefte, mensuel, Strasbourg, 1937-1939.
- Kampfbriefe aus dem Elsass, Volk und Reich Verlag, Berlin, 1941.
- Die Ehre des Elsasses, Hünenburg Verlag, 1942.
- Das Elsaß - Schönes deutsches Land am Oberrhein. Volk und Reich Verlag, Berlin, 1942.
- Tausend Brücken: Eine biographische Erzählung aus dem Schicksal eines Landes, Hünenburg Verlag, 1954. (mémoires)
- Und dennoch rauscht der Wald, Hünenburg Verlag, 1953. (recueil de poèmes)
- Volkslied in Stein, Hünenburg Verlag, 1956.